# West Point (Mississipi)
West Point és una població dels Estats Units a l'estat de Mississipi. Segons el cens del 2000 tenia 12.145 habitants.

## Demografia
Segons el cens del 2000, West Point tenia 12.145 habitants, 4.567 habitatges, i 3.219 famílies. La densitat de població era de 225,3 habitants per km².
Dels 4.567 habitatges en un 35,5% hi vivien nens de menys de 18 anys, en un 40,9% hi vivien parelles casades, en un 25,9% dones solteres, i en un 29,5% no eren unitats familiars. En el 27,4% dels habitatges hi vivien persones soles l'11,9% de les quals corresponia a persones de 65 anys o més que vivien soles. El nombre mitjà de persones vivint en cada habitatge era de 2,57 i el nombre mitjà de persones que vivien en cada família era de 3,14.
Per edats la població es repartia de la següent manera: un 28,9% tenia menys de 18 anys, un 10,7% entre 18 i 24, un 25,9% entre 25 i 44, un 20,3% de 45 a 60 i un 14,2% 65 anys o més.
L'edat mediana era de 33 anys. Per cada 100 dones de 18 o més anys hi havia 77,2 homes.
La renda mediana per habitatge era de 26.404 $ i la renda mediana per família de 32.943 $. Els homes tenien una renda mediana de 30.902 $ mentre que les dones 20.255 $. La renda per capita de la població era de 15.063 $. Entorn del 21,5% de les famílies i el 25,1% de la població estaven per davall del llindar de pobresa.

## Poblacions més properes
El següent diagrama mostra les poblacions més properes.